# Norbert Hagen
Norbert Hagen (* 10. Mai 1920 in Siegburg; † 13. Mai 2013 in Kuppenheim) war ein deutscher Unternehmer. Er war Pionier der Kunststoffindustrie.

## Leben
Norbert Hagen studierte Maschinenbau. Zusammen mit seinem Bruder Reinold Hagen (Kautex-Werke) experimentierte er mit dem für die Kunststoffverarbeitung auf den Markt gekommenen Polyethylen und entwickelten die Blasformtechnik, die 1950 patentiert wurde. Eine seiner Erfindungen war ein Hohlkörper aus Kunststoff, die geblasene Kunststoffflasche. Er zog sich aus der mit seinem Bruder gegründeten Kautex-Werken zurück und gründete in den 1950er Jahren die Rastatter Kunststoffflaschen Fabrik, kurz Raku, mit zuletzt 900 Mitarbeitern. Zahlreiche Patente sind mit seinem Namen verbunden. Er engagierte sich in seinen Werken für die Katholische Soziallehre.
Norbert Hagen lernte über seinen Bruder Reinold Konrad Adenauer kennen und war Mitbegründer der CDU in Siegburg, später Vorsitzender der CDU in Kuppenheim. Er engagierte sich als Stadtrat, Mitglied des Stiftungsrates und Pfarrgemeinderates von St. Sebastian (1972–1990), Vorstandsmitglied des Caritasverbandes Rastatt, Stiftungsrat der Volkshochschule Ötigheim und als Schöffe am Amtsgericht Rastatt.
1964 wurde er von Kardinal-Großmeister Eugène Kardinal Tisserant zum Ritter des Ritterordens vom Heiligen Grab zu Jerusalem ernannt und am 14. Mai 1988 im Aachener Dom durch Lorenz Jaeger, Großprior der deutschen Statthalterei, investiert. Er war von 1970 bis 1991 Leitender Komtur der Komturei St. Bernhard Rastatt. Er engagierte sich in zahlreichen Hilfsprojekten für das Heilige Land. 1967 spendete er für die katholische Kirche im jordanischen Zarqa die „Norbert-Glocke“. 1997 wurde er zum Großoffizier des Ordens ernannt.
Er war verheiratet mit Ingeborg; aus der Ehe gingen vier Kinder hervor.

## Auszeichnungen
- Bundesverdienstkreuz am Bande des Verdienstordens der Bundesrepublik Deutschland für seine vielfältigen ehrenamtlichen Engagemente